# 萨尔加斯特
萨尔加斯特（德語：Sallgast）是德国勃兰登堡州的市镇，隶属于易北-埃尔斯特县，总面积为42.23平方千米，截至2020年总人口为1445人。